# Prinzhorn Dance School
I Prinzhorn Dance School sono un gruppo musicale composto da Tobin Prinz and Suzi Horn. Il loro primo album è stato incluso in una lista dei "migliori 120 album" 
in un articolo pubblicato sul The Sunday Telegraph

## Discografia
- Prinzhorn Dance School (DFA Records, 2007)
- Clay Class (DFA, 2012)